# Spyker C8 Laviolette GT2-R
Chronologie des modèles (2008 - 2010)
Spyker C8 Spyder GT2-R
La Spyker C8 Laviolette GT2-R est une automobile de compétition développée par le constructeur néerlandais Spyker Cars et par sa filiale sportive Spyker Squadron pour courir dans les catégories GT2, de l'Automobile Club de l'Ouest et de la Fédération Internationale de l'Automobile. Elle est dérivée de la Spkyer C8 Laviolette, d'où elle tire son nom.
Elle est engagée en Le Mans Series, en 2008, 2009 et 2010. Ainsi qu'aux 24 Heures du Mans, en 2008, 2009 et 2010.

## Aspects techniques
Son moteur développe une puissance d'environ 400 ch.

## Histoire en compétition
Elle est présentée à l'occasion du salon international de l'automobile de Genève, en 2008.
Elle entre pour la première fois en compétition, à l'occasion des 1 000 kilomètres de Catalogne 2008,.